# Сарваш (Осієк)
45°31′ пн. ш. 18°50′ сх. д. / 45.52° пн. ш. 18.83° сх. д.
Сарваш (хорв. Sarvaš) — населений пункт у Хорватії, в Осієцько-Баранській жупанії у складі міста Осієк.

## Населення
Населення за даними перепису 2011 року становило 1884 осіб.
Динаміка чисельності населення поселення:

## Клімат
Середня річна температура становить 11,05 °C, середня максимальна – 25,23 °C, а середня мінімальна – -5,78 °C. Середня річна кількість опадів – 639 мм.
| Клімат поселення                              | Клімат поселення | Клімат поселення | Клімат поселення | Клімат поселення | Клімат поселення | Клімат поселення | Клімат поселення | Клімат поселення | Клімат поселення | Клімат поселення | Клімат поселення | Клімат поселення | Клімат поселення |
| Показник                                      | Січ.             | Лют.             | Бер.             | Квіт.            | Трав.            | Черв.            | Лип.             | Серп.            | Вер.             | Жовт.            | Лист.            | Груд.            |                  |
| Середній максимум, °C                         | 5,80             | 7,72             | 12,32            | 17,02            | 22,34            | 25,23            | 25,21            | 24,80            | 20,65            | 15,20            | 9,27             | 5,39             |                  |
| Середня температура, °C                       | 0,01             | 1,92             | 6,50             | 11,20            | 16,55            | 19,45            | 21,28            | 20,88            | 16,71            | 11,26            | 5,30             | 1,45             |                  |
| Середній мінімум, °C                          | −5,78            | −3,84            | 0,74             | 5,43             | 10,75            | 13,67            | 17,34            | 16,93            | 12,78            | 7,33             | 1,39             | −2,48            |                  |
| Норма опадів, мм                              | 41               | 36               | 39               | 51               | 58               | 80               | 65               | 60               | 49               | 52               | 59               | 49               |                  |
| Середньомісячна швидкість вітру, м/с          | 2.40             | 2.60             | 2.90             | 2.80             | 2.50             | 2.30             | 2.22             | 2.10             | 2.04             | 2.20             | 2.30             | 2.40             |                  |
| Середньомісячна сонячна радіація, кДж/м²·день | 4256             | 6973             | 11005            | 15605            | 19499            | 21748            | 22304            | 20404            | 15086            | 9487             | 4847             | 3544             |                  |
| --------------------------------------------- | ---------------- | ---------------- | ---------------- | ---------------- | ---------------- | ---------------- | ---------------- | ---------------- | ---------------- | ---------------- | ---------------- | ---------------- | ---------------- |
| Джерело:                                      |                  |                  |                  |                  |                  |                  |                  |                  |                  |                  |                  |                  |                  |